# 492-й отдельный сапёрный батальон
492-й отдельный сапёрный батальон  — воинская часть в вооружённых силах СССР во время Великой Отечественной войны.

## История
Сформирован осенью 1941 года.
В составе действующей армии с 20 сентября 1941 года по 13 мая 1942 года как 492-й отдельный сапёрный батальон, 13 мая 1942 года по 26 мая 1942 года как 17-й отдельный инженерный батальон, с 26 мая 1942 года по 5 октября 1942 года снова как 492-й отдельный сапёрный батальон.
В конце сентября 1941 года поступил в распоряжение Северо-Западного фронта
Действовал в районе Демянска, озера Селигер. С начала января 1941 года принимал участие в Демянской наступательной операции 1942 года. 13 мая 1942 года батальон переформирован в 17-й отдельный инженерный батальон, но уже 26 мая 1942 года вновь стал именоваться 492-м отдельным сапёрным батальоном, при этом официально в соответствии с Перечнем № 27, это было 2-е формирование батальона.
До осени 1942 года находился южнее и юго-восточнее Демянска, ведёт боевые действия против демянской группировки. 5 октября 1942 года обращён на укомплектование 179-го и 180-го отдельных батальонов инженерных заграждений, входивших в состав 41-й инженерной бригады специального назначения

## Подчинение
| Подчинение по месяцам | Подчинение по месяцам | Подчинение по месяцам | Подчинение по месяцам | Подчинение по месяцам |
| Дата                  | Фронт (округ)         | Армия                 | Корпус (группа)       | Примечания            |
| --------------------- | --------------------- | --------------------- | --------------------- | --------------------- |
| 1 октября 1941 года   | Северо-Западный фронт | -                     | -                     | —                     |
| 1 ноября 1941 года    | Северо-Западный фронт | -                     | -                     | —                     |
| 1 декабря 1941 года   | Северо-Западный фронт | 27-я армия            | -                     | —                     |
| 1 января 1942 года    | Северо-Западный фронт | 34-я армия            | -                     | —                     |
| 1 февраля 1942 года   | Северо-Западный фронт | 34-я армия            | -                     | —                     |
| 1 марта 1942 года     | Северо-Западный фронт | 34-я армия            | -                     | —                     |
| 1 апреля 1942 года    | Северо-Западный фронт | 34-я армия            | -                     | —                     |
| 1 мая 1942 года       | Северо-Западный фронт | 34-я армия            | -                     | —                     |
| 1 июня 1942 года      | Северо-Западный фронт | 53-я армия            | -                     | —                     |
| 1 июля 1942 года      | Северо-Западный фронт | 53-я армия            | -                     | —                     |
| 1 августа 1942 года   | Северо-Западный фронт | 34-я армия            | -                     | —                     |
| 1 сентября 1942 года  | Северо-Западный фронт | 53-я армия            | -                     | —                     |
| 1 октября 1942 года   | Северо-Западный фронт | 34-я армия            | -                     | —                     |